# Chevalier de Meude-Monpas
Le chevalier de Meude-Monpas, né à Paris le 16 mars 1756 est un musicien, auteur et royaliste français du XVIIIe siècle. Meude-Monpas était également connu sous le nom de J.J.-0. de Meude-Monpas (peut-être Josse Jean-Olivier). Il était « gentilhomme servant du roi », compositeur et violoniste, ainsi que membre de plusieurs académies. 

## Biographie
Meude-Monpas étudie le violon avec Pierre Lahoussaye, et la composition avec François Giroust, mais plus tard il prétendra être l'un des élèves de Jean-Jacques Rousseau parce qu'il partage ses opinions et se dit extrêmement sensible. En 1786, Meude-Monpas publie six concertos pour violon, avec 2 violons, un alto, une contrebasse, 2 hautbois et 2 cors. Comme beaucoup d'autres membres de la cour, il quitte le pays pendant la Révolution française et sert pendant un certain temps sous les ordres de Louis Joseph, prince de Condé. Plus tard, Mme de Genlis le rencontre à Berlin où il écrit et publie de la poésie. La comtesse a peu d'estime pour ses vers, une opinion partagée par Nicolas-Étienne Framery, qui décrit sa poésie comme ignorante et absurde dans le Mercure de France (1788, no 26).
Le 5 mai 1790, Meude-Monpas fait publier un impromptu dans lequel il suggère qu'Armand, duc d'Aiguillon s'est habillé en femme pour participer à la Marche des femmes sur Versailles. Il s'agit d'une légende préexistante : « Nous sommes transportés aux temps miraculeux./ Tandis que d'Aiguil,.. en femme se déguise,/ Antoinette devient un homme courageux / Et digne d'honorer le noble sang des Guise ». Meude-Monpas nie avoir fait référence au duc et le 23 mai, la Chronique de Paris du marquis de Condorcet se moque de lui, rappelant au public que Meude-Monpas est un chevalier autoproclamé - en fait, le fils d'un maître orfèvre de Paris, un Monsieur Josse « qui serait étonné de voir que son plus jeune fils est devenu un serviteur-gentilhomme et un chevalier malgré ses ancêtres, et le Don Quichotte des ducs, marquis et comtes, ses nobles pairs et amis. »
Un article de Camille Pelletan dans le journal de Georges Clemenceau La Justice, publié le 29 avril 1889, décrit un journal contre-révolutionnaire appelé Le Petit Gautier ou, plus officiellement, Le Journal de la cour et de la ville, auquel François Jourgniac de Saint-Méard et Jean-Olivier de Meude-Moupas ont apporté une contribution notable.

### Vie personnelle
Meude-Monpas était connu comme un fervent défenseur de Louis XVI et avait une réputation publique. Près d'un siècle plus tard, il devient le personnage d'une pièce d'Edmond de Goncourt, La Patrie en danger, drame en cinq actes, en prose, créé le 19 mars 1889 au Théâtre Libre, salle des Menus-Plaisirs (voir Journal des débats politiques et littéraires, 19 mars 1889). Meude-Monpas est mentionné dans la Biographie universelle des musiciens et bibliographie générale de la musique de François-Joseph Fétis). L'auteur note que Meude-Monpas est un « mousquetaire noir » (ce qui signifie qu'il appartient à une compagnie qui monte des chevaux à la robe noire, et non à une autre compagnie qui en a des gris).

## Publications
- Six concerto a violon principal, 1er et 2e violon, alto et base, hautbois ou fluttes et cors ad libitum, Paris, Bailleux, 1782.
- Dictionnaire de musique dans lequel on simplifie les expressions et les définitions mathématiques et physiques qui ont rapport à cet art, avec des remarques impartiales sur les poètes lyriques, les vérificateurs, les compositeurs, acteurs, exécutans, Paris, Knapen et fils, 1787. Réimpression Minkoff, Genève, 1981 ; Wentworth Press, 2018.
- Réponse à la question proposée par M. l'abbé Raynal, adressée à l'Académie de Lyon : « Les Richesses ont toujours causé nos malheurs », 1788.
- Quelques réflexions par le Chevalier J.-J.-O. de Meude-Monpas, Paris, 1789.
- De l'influence de l'amour et de la musique sur les mœurs, avec des réflexions sur l'utilité que les gouvernements peuvent tirer de ces deux importantes passions, 1789.
- Éloge de J. J. Rousseau : avec des anecdotes très-intéressantes relatives à ce grand homme, qui n'ont point encore été publiées, Paris, 1790. Réimpression Wentworth Press, 2018.
- Panthéon littéraire, 1790.

## Enregistrements
Un de ses concertos a été enregistré par Rachel Barton Pine (Cedille Records, 1997, CDR 90000 035).